# Methanosphaera
En taxonomía, Methanosphaera es un género de organismos microbiales dentro Methanobacteriaceae. Se diferencia de otros géneros dentro Methanobacteriaceae en 1985, sobre la base de sus secuencias de oligonucleótidos de ARN 16RS. Como otras especies dentro Methanobacteriaceae, las de Methanosphaera son arqueas metanógenas, per mientras que la mayoría de ellas usan formatio para reducir dióxido de carbono, las de Methanosphaera usan hidrógeno para reducir el metanol a metano.

### Bases de datos científicos
- Pubmed
- Pubmed Central